# Doreen Valiente
Doreen Valiente (Londen, 4 januari 1922 — Brighton, 1 september 1999) was een bekende Engelse wicca. Mede door de boeken die ze erover schreef wordt ze beschouwd als de moeder van de moderne hekserij. Ze werd geboren als Doreen Dominy, Valiente was de naam van haar tweede man.
Ze was nog vrij jong toen ze al geïnteresseerd raakte in de magie en later claimde ze vrij vroeg over magische krachten te hebben beschikt. In 1953 kwam zij in contact met Gerald Gardner, liet zich door hem inwijden en werd vervolgens hogepriester in zijn coven. Gardner en Valiente werkten samen aan Wicca, een nieuwe en moderne vorm van hekserij.
Verder ontdekte ze al snel dat Gardners Boek der Schaduwen veel materiaal bevatte dat min of meer gekopieerd was uit diverse werken van Aleister Crowley en Dion Fortune. Met Gardners toestemming verving zij deze teksten door eigen materiaal, waaronder het bekende gedicht Charge of the Goddess. Gardner besloot haar werk te publiceren en daarop stapte ze uit de coven en startte een eigen coven met Ned Grove. Ze bleef echter wel betrokken bij Wicca.
Belangrijke werken die zij daarna uitbrachten waren ABC of Witchcraft Past and Present (1973), Natural Magic (1975) en Witchcraft for Tomorrow (1978). In 1989 verscheen van haar hand een autobiografie, The Rebirth of Witchcraft genaamd. Ze promootte toen ook naast de moderne hekserij het neopaganisme, waarbij ze ook probeerde uit te dragen dat het weinig met satanisme te maken had, wat soms ten onrechte zo werd voorgesteld.
In 1999 overleed Doreen Valiente aan kanker.